# 南魚沼市消防本部
南魚沼市消防本部（みなみうおぬまししょうぼうほんぶ）は、新潟県南魚沼市にある消防部局（消防本部）。管轄区域は南魚沼市及び南魚沼郡湯沢町全域。湯沢町は南魚沼市に常備消防事務を委託している。

## 概要
- 消防本部：南魚沼市竹俣82-2
- 管内面積：941.84km2
- 職員定数：110人
- 消防署2カ所、分署1カ所
- 主力機械（2024年4月1日現在）消防年報
  - 指揮車：2(南魚指揮1/湯沢指揮1)
  - 指令車：2(南魚指令1/大和指令1)
    - 南魚指令1は日本消防協会寄贈

  - 普通消防ポンプ自動車：2(湯沢ポンプ1/大和ポンプ1)
    - 湯沢ポンプ1は救助資機材も積載しウインチを設置した救助対応のもの

  - 水槽付消防ポンプ自動車：3(南魚水槽1/湯沢タンク1/大和タンク1)
    - 南魚水槽1は3軸大型シャーシ/シングルキャブで容量10t
    - 大和タンク1は非常用車両

  - はしご付消防自動車：1(湯沢はしご1)
    - 湯沢はしご1はポンプなしで3連25mはしご

  - 13mブーム付き多目的消防ポンプ自動車：1(南魚ポンプ1）
  - 化学消防自動車：1(南魚化学1)
  - 高規格救急自動車：6(南魚救急1•2•3/湯沢救急1•2/大和救急1)
    - 南魚救急3は非常用車両

  - 救助工作車：1(南魚救助1)
  - 積載(資機材搬送)車：1(南魚積載1/湯沢積載1/大和積載1)
  - 支援(資機材搬送)車：1(南魚支援1)
  - 査察車(非緊急車)：3(南魚査察1•2/湯沢査察1)
  - 軽トラック(非緊急車)：1(本署)
  - 人員搬送車(非緊急車)：2(本署)
    - 人員搬送車の2台運用は従来車両の車検満了までの暫定措置

## 沿革
- 1969年
  - 4月1日 六日町•塩沢町消防事務組合発足(職員41名)
  - 8月7日 塩沢町立舞子小学校火災
  - 8月12日 水害　六日町対策本部設置
  - 12月 消防庁舎完成(第1期)
- 1970年
  - 1月1日 消防署発足・業務開始(職員署長以下25名)
  - 3月 A級救急車導入
  - 8月 民間医療機関よりB級救急車が寄贈される
  - 12月 水槽付消防ポンプ車導入
- 1971年
  - 7月26日 県立六日町高校火災
  - 10月1日 中部消防応援協定締結
  - 11月3日 六日町市街地火災(2棟•死者1名)
- 1972年
  - 4月1日 湯沢町•大和町加入し組合名称を魚沼消防事務組合に改称
  - 10月1日 湯沢町•大和町に分署庁舎完成　業務開始(職員16名を採用•両分署に消防ポンプ自動車•救急車を配置)
- 1973年
  - 2月18～21日 塩沢町で第28回国民体育大会冬季大会開催　期間中石打分遣所設置
  - 4月 湯沢分署•大和分署に広報車設置
  - 7月 消防審議会発足
  - 9月29日 中部消防応援協定協議会救助訓練(六日町)
  - 10月30日 スノーケル車(16m級)本署に配置
- 1974年
  - 1月 消防本部•署庁舎増築(第2期)
  - 2月18日 ホテル火災(六日町大字六日町地内)
  - 4月1日 南魚沼郡休日救急外科在宅当番制開始
  - 10月20日 新潟県総合防災訓練を六日町で開催
- 1975年
  - 1月20日 プロパンガス爆発事故(塩沢町大字関 死者1名、負傷者3名、全壊1戸、損壊11戸)
  - 4月1日 消防署　隔日勤務を2交代制から3交代制に移行
- 1976年
  - 2月3日 泡放射砲を購入し本署に配置
  - 6月1日 消防の一部事務組合を解散し、南魚沼郡広域事務組合と合併する
  - 9月30日 本署配置の水槽付き消防ポンプ自動車を化学消防ポンプ自動車に改造
- 1977年
  - 1月7日 六日町豪雪対策本部設置
  - 7月15日 トンネル火災(上越新幹線湯沢北工区 負傷者40名全員救出)
- 1978年
  - 2月 ドア付消防ポンプ自動車　本署に配置
  - 2月 豪雪対策本部四町に設置(豪雪による死者2名、負傷者10名)
  - 4月1日 第1次消防整備計画策定
  - 6月26日 魚沼地方集中豪雨
  - 8月20日 第29回新潟県消防大会が六日町で開催
  - 10月 湯沢分署•大和分署庁舎増築
  - 10月5日 プロパンガス爆発(大和町大字浦佐 死者1名、負傷1名、全壊1 戸、損壊11戸)
- 1979年
  - 12月27日 ホテル火災（湯沢町大字湯沢）
- 1980年
  - 2月16日 六日町　豪雪対策本部設置
  - 3月17日 湯沢町に無線サイレン吹鳴装置設置
  - 3月28日 救急医療情報システム導入
  - 8月8日 南魚沼郡防火管理者協会設立
  - 11月27日 消防100年記念消防団全国大会開催(東京)
- 1981年
  - 1月6日 56豪雪   豪雪対策本部を4町に設置
  - 2月9日 坂戸スキー場で雪崩れ(六日町大字坂戸 軽傷者1名)
  - 2月 消防本部・署庁舎増築(第3期)
  - 6月21日 広域消防10周年記念式典開催
  - 7月3日 六日町消防団　坂戸スキー場で雪崩れ災害で県知事表彰
  - 8月23日 8•23水害　集中豪雨により六日町の魚野川氾濫被害発生
  - 10月1日 防火対象物表示公示制度の施行
  - 12月20日 消防庁C型救急指令装置導入及びテレホンガイドサービス開始
- 1982年
  - 3月3日 魚沼消防本部•六日町消防団 消防庁長官表彰旗受章
  - 4月1日 利根沼田広域市町村圏振興整備組合と、消防相互応援に関する協定締結
  - 5月28日 南魚沼郡防火管理者協会を南魚沼郡防火協会に名称変更
  - 11月15日 上越新幹線開業
  - 12月4日 休日診療所を六日町保健センターに移設
- 1983年
  - 4月1日 第2次消防整備計画策定
  - 9月 消防ポンプ自動車(CD-Ⅱ)更新　本署配置
  - 10月26日 関越自動車道六日町ICまで開通
  - 12月11日 工場火災(六日町大字泉新田地内)
- 1984年
  - 2月8日 59豪雪   豪雪対策本部を4町へ設置
  - 2月29日 雪崩災害(湯沢町大字湯沢　湯元　民家直撃2名救出)
  - 4月1日 第2次病院群輪番制、休日夜間救急診療開始
  - 4月11日 救助隊編成
  - 6月12日 救助訓練塔完成
  - 9月15日 新潟県総合防災訓練を湯沢町で開催
  - 11月8日 関越自動車道湯沢ICまで供用開始
  - 12月17日 湯沢町消防団　消防庁長官特別表彰を受章(雪崩災害救助活動)
- 1985年
  - 2月17日 ホテル火災(湯沢町大字湯沢地内)
  - 9月26日 第1回関越トンネル総合防災訓練開始
  - 12月 本署 化学消防ポンプ自動車を購入し本署に配置
- 1986年
  - 11月11日 六日町少年婦人防火委員会設立
- 1987年
  - 2月26日 本署　大型救助工作車配置
  - 11月6日 湯沢分署•大和分署　水槽付消防ポンプ自動車配置
- 1988年
  - 3月3日 JR上越線湯沢町土樽地内で展望列車「アルカディア号」火災発生
  - 4月1日 第3次消防整備計画の策定
  - 12月4日 ビル火災(湯沢町大字湯沢西中地内　死者2名)
- 1989年
  - 4月1日 消防緊急情報システムⅡ型導入及び順次指令装置、新テレホンガイド導入
  - 9月1～7日 管内リゾートマンション特別査察
- 1990年
  - 1月1日 新潟県広域消防相互応援協定締結
  - 3月8日 塩沢町消防団 消防庁長官表彰旗を受章
  - 3月20日 指令室に地図検索装置及び自動気象観測装置を導入
  - 6月6〜20日 日本消防協会東北支部消防連絡会議開催(湯沢町)
- 1991年
  - 2月17～20日 塩沢町・六日町で第46回国民体育大会冬季大会開催
  - 6月23日 広域消防20周年記念行事開催
  - 12月 湯沢分署　新庁舎竣工
- 1992年
  - 1月10日 湯沢分署新庁舎移転、業務開始
  - 4月3日 南魚沼幼少年婦人防火委員会設立
  - 6月1日 本署　指令車を更新
  - 9月6日 六日町婦人防火クラブ結成
  - 12月16日 湯沢分署にはしご付消防自動車(35m級)を配置
  - 12月28日 本署　消防ポンプ自動車(CD-1)を更新
- 1993年
  - 3月3日 湯沢町消防団、消防庁長官表彰旗を受章
  - 4月1日 第4次消防整備計画策定
  - 4月 消防相互応援に関する協定(利根沼田広域市町村圏振興整備組合、南魚沼郡広域事務組合)
  - 6月8日 救急車に患者搬送装置(プロパックモニター)を装備
  - 7月19日 本署　防火広報車を導入
  - 11月 湯沢分署　救助訓練塔完成(主塔、副塔)
- 1994年
  - 12月1日 各町消防団に小型動力ポンプ付軽積載車を貸与
  - 12月15日 大和分署　新庁舎移転•業務開始
- 1995年
  - 4月1日 新潟県消防防災航空隊運用開始(防災ヘリコプター応援協定締結)
  - 9月1日 塩沢町婦人防火クラブ結成
  - 9月1日 大和分署に県消防防災ヘリコプター給油施設設置
  - 11月29日 本署　消防車庫棟新築
- 1996年
  - 2月 新潟県情報通信ネットワーク衛星通信サービス開始(本署庁舎屋上衛星端末局アンテナ設置)
  - 2月8日 湯沢分署　消防ポンプ自動車を購入し配置
  - 4月1日 南魚沼郡山岳遭難防止対策協議会へ加入
  - 5月31日 放射能防護服、放射能測定器配備
  - 6月8日 本署　指令車を更新
  - 12月7～9日 長野県蒲原沢土石流災害の捜索へ応援出動(第1次隊)
  - 12月12～14日 同上(第5次隊)
  - 12月20日 本署　はしご付消防自動車(25m級)を配置
- 1997年
  - 6月5日 本署　積載車を更新
  - 8月7日 湯沢分署　指令車を更新
  - 8月8日 大和分署　指令車を更新
  - 8月28日 大和分署　救急車を更新
  - 9月11日 湯沢分署　救急車を増車して2台体制となる
- 1998年
  - 3月7日 自治体消防50周年記念式典(日本武道館)
  - 3月10日 本署　高規格救急車を更新
  - 4月1日 第5次消防整備計画策定
  - 4月1日 六日町病院に「心電図伝送送受信装置」を設置
  - 10月28日 携帯電話から119番通報運用開始
  - 10月 台風10号　郡内に被害
- 1999年
  - 1月20日 本署　小型動力ポンプ付水槽車(I型)を新規配置
  - 12月14日 本署　救急車を更新
- 2000年
  - 2月4日 湯沢分署　高規格救急車を新規配置
  - 3月13日 本署　化学車更新
  - 4月1日 関越トンネル内救急業務を道路公団より引き継ぐ
  - 5月31日 湯沢分署　積載車を更新
- 2001年
  - 1月1日 本署　非常用自家発電設備を設置
  - 1月4日 中越地区地震
  - 2月12日 スキー場で雪崩れ災害（大和町大字五箇 軽傷者1名）
  - 3月19日 南魚沼郡広域事務組合を解散し、南魚沼郡広域連合を設立
  - 4月1日 指令室指令台｢消防緊急通信施設（Ⅱ型）｣に更新及び新発信地表示システムを導入
  - 8月 六日町欠ノ上地内に県消防防災ヘリコプター緊急離着陸場を設置
  - 12月25日 塩沢町　消防無線サイレン新設
- 2002年
  - 3月9日 本署　救助工作車を更新
  - 4月1日 南魚沼メディカルコントロール協議会設立
  - 11月26日 大和町婦人防火クラブ結成
- 2003年
  - 4月1日 第6次消防整備計画策定
  - 8月24日 第54回新潟県消防大会を湯沢町で開催
  - 10月30日 本署　指令車を更新
  - 12月16日 湯沢分署　はしご車付消防自動車オーバーホール
- 2004年
  - 2月25日 大和分署　水槽付消防ポンプ自動車を更新
  - 4月27日 全国消防長会東北支部総会開催(湯沢町)
  - 7月13日 新潟・福島豪雨(7.13水害)  13～15日災害派遣
  - 10月23日 新潟県中越地震   25～31日災害派遣
  - 11月1日 六日町、大和町が合併し南魚沼市となる
  - 11月1日 南魚沼郡広域連合を南魚沼地域広域連合に名称変更する(消防本部名は従来どおり魚沼消防本部)
- 2005年
  - 2月25日 湯沢分署　水槽付消防ポンプ自動車を更新
  - 4月1日 緊急消防援助隊登録(消火隊・救助隊・救急隊各1隊)
  - 9月1日 湯沢分署　救急車を更新
  - 9月27日 本署　高規格救急車を更新
  - 10月1日 南魚沼市と塩沢町が合併する。
  - 10月25日 携帯119受信装置整備運用開始
  - 11月30日 湯沢分署　自家発電設備を設置
- 2006年
  - 1月6日 平成18年豪雪   南魚沼市、湯沢町に豪雪災害救助法適用
  - 2月28日 本署　指揮隊車を配置
  - 3月17日 大和分署　自家発電設備を設置
  - 3月31日 南魚沼地域広域連合を解散する
  - 4月1日 南魚沼市消防本部となる
  - 4月1日 湯沢分署を湯沢消防署に格上げ
  - 4月1日 南魚沼市六日町消防団、南魚沼市大和消防団、南魚沼市塩沢消防団と改名する。
  - 9月15日 本署　指令2号車を更新
  - 10月30日～平成19年2月23日 本署はしご車をオーバーホール
  - 11月28日 大和分署　高規格救急車へ更新
- 2007年
  - 4月1日 六日町消防団、大和消防団、塩沢消防団を合併し南魚沼市消防団1団体制となる。
  - 7月16日 新潟県中越沖地震   16～26日災害応援
  - 8月31日 大和分署　指令1号車を更新
  - 9月6～7日 北越急行との合同訓練　参加人員75名
  - 10月2日 県立六日町病院多数傷病者合同救助訓練　参加人員200名
  - 10月14日 南魚沼市消防団秋季連合演習(六日町小学校)  参加人員1,192名
  - 11月28日 湯沢消防署　高規格救急車を更新
- 2008年
  - 3月7日 自治体消防60周年記念式典(日本武道館)において、南魚沼市消防団(塩沢方面隊)が日本消防協会長特別表彰「まとい」受章
  - 7月27日 集中豪雨(ゲリラ豪雨)発生　城内地区、東地区内河川において河川土砂災害発生
  - 8月29日 第37回全国消防救助技術大会(北九州市)初出場(引揚チーム5名)
  - 10月16日 関越自動車道大和スマートインターチェンジ供用開始
  - 10月23日 県立六日町病院多数傷病者合同救助訓練(参加者240名)
  - 11月28日 社団法人日本損害保険協会から高規格救急自動車寄贈　本署救急2号車を高規格救急車へ更新
  - 12月22日 湯沢消防署　指揮隊車を配置
- 2009年
  - 1月25日 文化財防火訓練(鈴木牧之記念館)
  - 2月17～20日 第64回トキめき新潟国体のスキー競技が南魚沼市(石打地区)及び湯沢町で開催
  - 4月9～10日 新潟県消防長会春季総会(開催地：南魚沼市消防本部)
  - 5月16日 新型インフルエンザ(A／H1N1)患者が国内で発生　管内では6月23日に発生し流行拡大
  - 7月23～27日 フジロックフェスティバル(苗場)期間中救急隊1隊を現地(湯沢町浅貝)に常駐
  - 8月20日 第38回全国消防救助技術大会(横浜市)へ出場(ロープブリッジ救出、ロープブリッジ渡過)し、2種目とも入賞
  - 9月25～27日 患者等搬送事業乗務員基礎講習
  - 9月27日 第64回トキめき新潟国体の自転車競技が南魚沼市で開催
  - 9月28日 患者等搬送事業乗務員定期講習
  - 10月2～5日 第64回トキめき新潟国体のテニス競技が南魚沼市で開催
  - 10月16日 中部消防応援協定協議会を南魚沼市で開催
  - 10月23日 中越大震災5周年記念追悼式(長岡市)
  - 11月12日～12月4日 救急隊員のうち46名に新型インフルエンザワクチン接種
- 2010年
  - 1月24日 文化財防火訓練(トミオカホワイト美術館)
  - 2月10日 南魚沼市消防団が日本消防協会長から表彰旗を受賞
  - 6月27日 消防本部新庁舎の建設工事が始まる
  - 8月27日 第39回全国消防救助技術大会(京都市)に引揚救助チームが出場し入賞(全国大会へは3年連続出場)
  - 9月1日 新潟県防災訓練が魚沼市で開催　当本部より救助隊1隊が訓練参加
  - 9月3日 北越急行との合同訓練　参加人員21名
  - 11月5日 本署　予備救急車（高規格救急車）を更新し救急車の配置替えを実施
  - 11月13日 南魚沼市•湯沢町危機管理フォーラム2010開催
- 2011年
  - 1月23日 文化財防火訓練(浄光寺)
  - 1月31日 平成23年豪雪　南魚沼市に豪雪災害救助法適用
  - 3月11日 東日本大震災発生
  - 3月12日 長野県北部地震発生
  - 3月14日～5月10日 緊急消防援助隊として宮城県石巻市へ出動(延べ派遣人数276名)
  - 7月27～29日 新潟・福島豪雨発生　消防団員延べ約4,400名出動
  - 9月1日 消防本部新庁舎供用開始
  - 11月9日 緊急消防援助隊の活動について総務大臣表彰を受賞
- 2012年
  - 1月26日 文化財防火訓練(三国街道二居本陣　富沢家)
  - 1月30日 湯沢町に豪雪対策本部設置
  - 1月31日 南魚沼市に豪雪対策本部設置
  - 2月3日 南魚沼市全域に災害救助法適用
  - 2月20日 南魚沼市消防団が防災功労者消防庁長官表彰を受賞
  - 5月1日 湯沢消防署　消防ポンプ自動車を更新
  - 5月24日 国道253号線八箇峠トンネル内爆発事故発生　新潟県広域消防相互応援協定により県下14消防本部から48隊233名の応援を受ける　68時間による救出活動で4名救出
  - 10月4日 湯沢消防署　救急車更新(高規格救急車)
  - 10月30日 新潟県ドクターヘリ運航開始
- 2013年
  - 2月22日 南魚沼市に豪雪対策本部設置　六日町地域、大和地域に豪雪災害救助法適用
  - 2月24日 塩沢地域に新潟県災害救助条例適用
  - 4月1日 南魚沼市消防団再編により大和方面隊が新体制になる（5分団45部から4分団19部へ）
  - 4月1日 初の女性消防吏員採用
  - 5月16日 消防本部　訓練棟工事着工
  - 9月2日 南魚沼市消防団が防災功労者内閣総理大臣表彰を受賞
- 2014年
  - 3月31日 消防本部　訓練棟竣工
  - 4月1日 南魚沼市消防団再編により六日町方面隊(4分団53部から26部へ)塩沢方面隊(4分団50部から27部へ)が新体制となり再編完了
  - 4月1日 南魚沼市消防団に女性部設立
  - 5月19日 消防救急デジタル化事業本体工事の仮契約を締結し、2か年の整備事業開始
  - 10月13日 南魚沼市消防団女性部発足式
  - 11月1日 大峰山基地局の土木工事完了
- 2015年
  - 6月1日 新潟大学地域医療教育センター•魚沼基幹病院開院
  - 7月15日 南魚沼市消防団女性部総務大臣感謝状拝受
  - 8月29日 第44回全国消防救助技術大会(神戸市)引揚救助出場し入賞
  - 11月1日 市立南魚沼市民病院開院
- 2016年
  - 4月1日 消防救急デジタル無線の整備が完了し運用開始
  - 8月24日 第45回全国消防救助技術大会(松山市)ロープブリッジ救出出場し入賞
  - 12月13日 湯沢消防署配備の35m級はしご車を老朽化により廃車　南魚沼市消防署の25m級はしご車を湯沢消防署に配置換えする　
  - 12月22〜23日 糸魚川市大規模火災発生　新潟県広域消防相互応援協定に基づき消火隊を派遣
- 2017年
  - 3月29日 新潟県ドクターヘリ2機目運航開始
  - 4月1日 南魚沼市消防団女性部を南魚沼市消防団女性消防隊に名称変更
  - 8月23日 第46回全国消防救助技術大会(宮城県)ロープブリッジ救出出場
  - 10月1日 ハラスメント防止宣言
  - 12月13日 南魚沼市消防署　化学消防ポンプ自動車を更新
- 2018年
  - 11月14日 湯沢消防署　訓練棟竣工(建て替え)
  - 12月26日 南魚沼市消防署　13mブーム付き多目的消防ポンプ自動車配置
- 2019年
  - 2月4日 南魚沼市消防署　救助工作車を更新
  - 9月30日 大和分署　訓練棟竣工
  - 10月13〜15日 台風19号災害発生　緊急消防援助隊として長野県長野市へ出動
  - 11月1日 中部消防応援協定協議会開催(南魚沼市)
  - 11月13日 第24回全国女性消防操法大会(横浜市)に南魚沼市消防団女性消防隊出場
  - 11月21日 吾妻広域町村圏振興整備組合と消防相互応援協定締結
  - 12月24日 南魚沼市消防署　小型動力ポンプ付き水槽車(I型)から水槽付き消防ポンプ自動車(II型)へ更新
- 2020年
  - 7月1日 南魚沼幼少年婦人防火委員会を南魚沼幼少年女性防火委員会に名称変更
  - 8月30日 第71回新潟県消防大会(南魚沼市)中止
- 2021年
  - 3月3日 湯沢消防署　救急車を更新
  - 3月18日 冬季山岳訓練中、職員1名殉職
  - 6月19日 第37回新潟県消防救助技術大会(ロープ応用登はん)優勝
  - 9月25日 第4回新潟県女性消防団員活性化大会(南魚沼市)中止
  - 10月9日 第49回全国消防救助技術大会(北九州市)中止
- 2022年
  - 1月19日 消防本部誓いの日(3月18日)制定
  - 7月1日 net119共同運用開始
  - 10月20日 舞子地内救急事案に対し、4名の救急協力者を表彰
  - 11月8日 株式会社ヤマップと遭難ZERO協定を締結
  - 11月24日 大和分署　救急車を更新
- 2023年
  - 3月1日 湯沢消防署　水槽付きポンプ車を更新
  - 8月25日 第51回全国消防救助技術大会(札幌市)ほふく救出出場
  - 12月1日 株式会社ヤマレコと山岳遭難救助活動及び安全登山の普及•啓発に関する連携協定を締結

## 組織
- 消防本部
  - 消防庶務課
    - 消防庶務係
    - 消防団係

  - 警防課
    - 警防係
    - 通信指令係
    - 救急係
    - 防災救助係

  - 予防課
    - 予防係
    - 危険物係
    - 指導係
- 消防署
  - 南魚沼市消防署
    - 第1小隊
    - 第2小隊
    - 第3小隊
      - 各第1分隊・第2分隊・救助分隊（兼務）・救急分隊（兼務）・通信分隊

  - 湯沢消防署
    - 第1小隊
    - 第2小隊
    - 第3小隊
      - 各消防分隊・救助分隊（兼務）・救急分隊（兼務）

  - 大和分署
    - 第1小隊
    - 第2小隊
    - 第3小隊
      - 各消防分隊・救急分隊（兼務）

## 消防署
| 消防署         | 住所                         | 分署                       |
| -------------- | ---------------------------- | -------------------------- |
| 南魚沼市消防署 | 南魚沼市竹俣82-2             | 大和：南魚沼市茗荷沢1033-1 |
| 湯沢消防署     | 南魚沼郡湯沢町大字神立2586-1 | なし                       |